# Estadio Parque Julio Pozzi
Estadio Parque "Julio Pozzi" es un estadio de fútbol en Salto, Uruguay.  Actualmente se utiliza sobre todo para la disputa de partidos de fútbol del club local, Salto Uruguay Fútbol Club. El estadio tiene capacidad para 6000 personas y debe su nombre al íconico capitán entre los años 1918 y 1925 Julio "El Mariscal" Pozzi. Es parte de un complejo deportivo llamado Complejo Deportivo Julio Pozzi, que consta de tres campos de fútbol.